# USS Chattanooga (CL-118)
USS Chattanooga (CL-118) – niezrealizowany projekt amerykańskiego lekkiego krążownika typu Fargo.

## Historia
Stępka okrętu została położona 9 października 1944 w stoczni Newport News Shipbuilding and Dry Dock Co. w Newport News, ale w związku z postępem walk w czasie II wojny światowej, kontrakt na budowę okrętu został anulowany 12 sierpnia 1945.